# سانحه (ساینتولوژی)

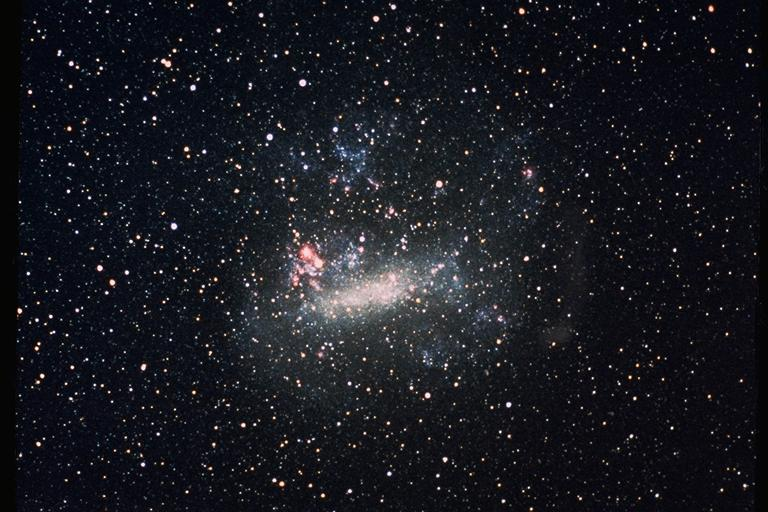
ابر ماژلانی بزرگ

رون هابارد از واژه سانحه (به انگلیسی: Incident) در زمینهٔ خاصی برای ممیزی در ساینتولوژی و دیانتیک استفاده کرد: توصیف رویدادهای اپرای فضایی در گذشته دور کیهان، که شامل مداخله بیگانگان در زندگی‌های گذشته است. این یک باور اساسی ساینتولوژی است که انسان موجودی معنوی جاودانه است که به آن تتان (Thetan) گفته می‌شود و در سیاره زمین در یک «جسم گوشتی» به دام افتاده‌است.
اگرچه سانحه‌ها می‌توانند در همه جا آشکار شوند، نوشته‌های هابارد به‌طور خاص برخی را توصیف می‌کند که در پیشاتاریخ زمین اتفاق می‌افتد. بسیاری از آنها برای نخستین بار در کتاب هابارد چه باید حسابرسی کنیم (که بعداً با عنوان تاریخچه انسان نامگذاری شد) پدیدار شدند.

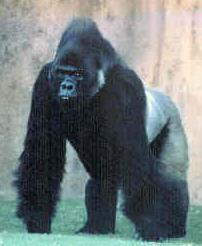
گوریل سیاه توسط هوبارد گفته شده‌است که توسط Hoipolloi برای کاشت اهداف گوریل استفاده شده‌است.

بر اساس ساینتولوژی، اهداف گوریل مجموعه‌ای از کاشت‌ها (implants) هستند که توسط مهاجمان هلاتروباس "بین ۳۱۹ تریلیون تا حدود ۲۵۶ تریلیون تریلیون سال پیش" ایجاد شده‌اند.